# Червоне таксі
«Червоне таксі» («Benoît Brisefer: Les Taxis rouges») — французько-бельгійсько-португальська пригодницька кінокомедія 2014 року, знята режисером Мануелем Прадалем.

## Сюжет
Бенуа Брісфер — незвичайний десятирічний хлопчик. Для свого віку він дуже сильний, хоробрий і завжди готовий прийти на допомогу будь-якому жителю містечка. Але й у нього є одне слабке місце — наш герой втрачає свою силу, якщо підхопить застуду. І ось, коли в його місті з'являється великий аферист Полені разом із бандою шахраїв, які під вивіскою нового таксопарку вирішують пограбувати всіх жителів, Бенуа вирішує застосувати свої надздібності і зупинити злочинців.

## У ролях
- Леопольд Юе — Бенуа Брісфер
- Жан Рено — Ектор Полені
- Жерар Жуньо — Жюль Діссіфлар
- Тьєррі Лермітт — Арсен Дюваль
- Іпполіт Жирардо — комісар поліції
- Евелін Біль — мадам Адольфіна
- Мішель Теттенже — капітан круїзного судна
- Горація Теттенже — дівчинка з м'ячем
- Мікеланджело Маркезе — Тіно
- Тоні Д'Антоніо — Альфред
- Андреас Першевскі — таксист
- Жан-Мішель Бальтазар — таксист
- Бернар Ейленбош — таксист
- Ніколя Філіпп — таксист
- Джон Фрей — таксист
- Ребекка Соколскі — епізод
- Жуау Лагарту — мер
- Жозе Мартінш — епізод
- Кандіду Феррейра — епізод
- Віктор Ешпадінья — епізод
- Вагнер Боржеш — водій вантажівки
- Педру Мартіньу — епізод
- Іву Алешандре — епізод
- Фредеріку Амарал — епізод
- Лідія Франку — епізод
- Жуау Марія Пінту — епізод
- Паула Гедеш — епізод
- Паула Діогу — епізод
- Лаура Соверал — епізод
- Тьягу Барбоза — епізод
- Педру Гранжер — наречений
- Маргаріда Бенту — наречена
- Сесілія Енрікеш — епізод
- Рікарду Барселу — епізод
- Марія Д'Айреш — епізод
- Франсішку Бланку — хлопчик
- Жуау Бланку — хлопчик
- Жонаш Суареш — хлопчик
- Жуана Мендеш — оператор
- Ліла Суареш — дівчинка
- Валдемар Коррейя — волоцюга
- Лоран Інгельс — епізод

## Знімальна група
- Режисер — Мануель Прадаль
- Сценаристи — Мануель Прадаль, Жан-Люк Вульфов
- Оператор — Антуан Рош
- Композитори — Максім Деспре, Мішель Торджман
- Художники — Сержіу Кошта, Тьєррі Фламан
- Продюсер — Мішель Теттенже